# Saltillo (Mississippi)
Saltillo é uma cidade  localizada no estado americano de Mississippi, no Condado de Lee.

## Demografia
Segundo o censo americano de 2000, a sua população era de 3393 habitantes.
Em 2006, foi estimada uma população de 3944, um aumento de 551 (16.2%).

## Geografia
De acordo com o United States Census Bureau tem uma área de
22,6 km², dos quais 22,6 km² cobertos por terra e 0,0 km² cobertos por água.

## Localidades na vizinhança
O diagrama seguinte representa as localidades num raio de 20 km ao redor de Saltillo.